# Dmitri Wladimirowitsch Nikiforow
Dmitri Wladimirowitsch Nikiforow (russisch Дмитрий Владимирович Никифоров; * 17. Januar 1975 in Nowosibirsk) ist ein russischer Sommerbiathlet. Mit sechs Titeln und insgesamt zehn Medaillen ist er der erfolgreichste männliche Teilnehmer bei Sommerbiathlon-Weltmeisterschaften.
Dmitri Nikiforow stammt aus einer Sportlerfamilie, sein Vater ist der Biathlontrainer Wladimir Nikiforow, seine Mutter Sportlehrerin. Er begann 1983 mit Skilanglauf und zwei Jahre danach mit dem Biathlon, 1994 wurde er russischer Meister des Sports, 2000 Verdienter Meister des Sports. Nikiforow startete erstmals 1997 in Krakau bei einer Sommerbiathlon-Weltmeisterschaft und gewann mit Oleg Rudenko, Konstantin Popow und Sergei Russinow hinter der Vertretung aus Norwegen beim erstmals ausgetragenen Staffelwettbewerb die Silbermedaille. Er gewann 1999 in Minsk bei den Sommerbiathlon-Weltmeisterschaften 1999 an der Seite von Alexei Kobelew, Sergei Proswirnin und Alexei Kowjasin mit der russischen Staffel seine erste WM-Goldmedaille. 
2000 kam in Chanty-Mansijsk an der Seite von Kowjasin, Andrei Prokunin und Proswirnin zweites Staffelgold hinzu. Zudem gewann er Gold im Verfolgungsrennen, nachdem er hinter Indrek Tobreluts schon Silber im Sprint gewonnen hatte. Auch 2001 gewann er mit der russischen Staffel eine Medaille, in Jamrozowa Polana kam Nikiforow an der Seite von Kowjasin, Iwan Bogdanow und Alexei Tscheparew hinter Weißrussland und Lettland auf den Bronzerang. Wieder erfolgreicher verlief die WM 2002 in Jablonec nad Nisou. Mit Kobeljew, Pawel Tschuprijanow und Proswirnin gewann er seine dritte Staffel-Goldmedaille. Hinzu kam 2003 in Forni Avoltri der erstmals vergebene Titel mit der Mixed-Staffel, den Nikiforow mit Jekaterina Sidorenko, Jewgenija Michailowa und Sergei Balandin gewann. Bislang letztmals konnte er bei der WM 2006 in Ufa eine Medaille gewinnen. Hinter Balandin und Tobreluts gewann er Bronze im Sprintrennen. Im Jahr zuvor gewann Nikiforow bei den Sommerbiathlon-Europameisterschaften 2005 in Bystřice pod Hostýnem den Titel im Massenstart sowie Silber hinter Timur Nurmejew im Sprint. Zudem gewann er mit Anna Sotnikowa, Olga Pachomowa und Nurmejew Gold im Mixed-Staffelrennen.